# ورزنة
ورزنة (بالفارسية: ورزنه) هي مدينة تقع في إيران في أصفهان. يقدر عدد سكانها بـ 11,506 نسمة .

## معرض صور

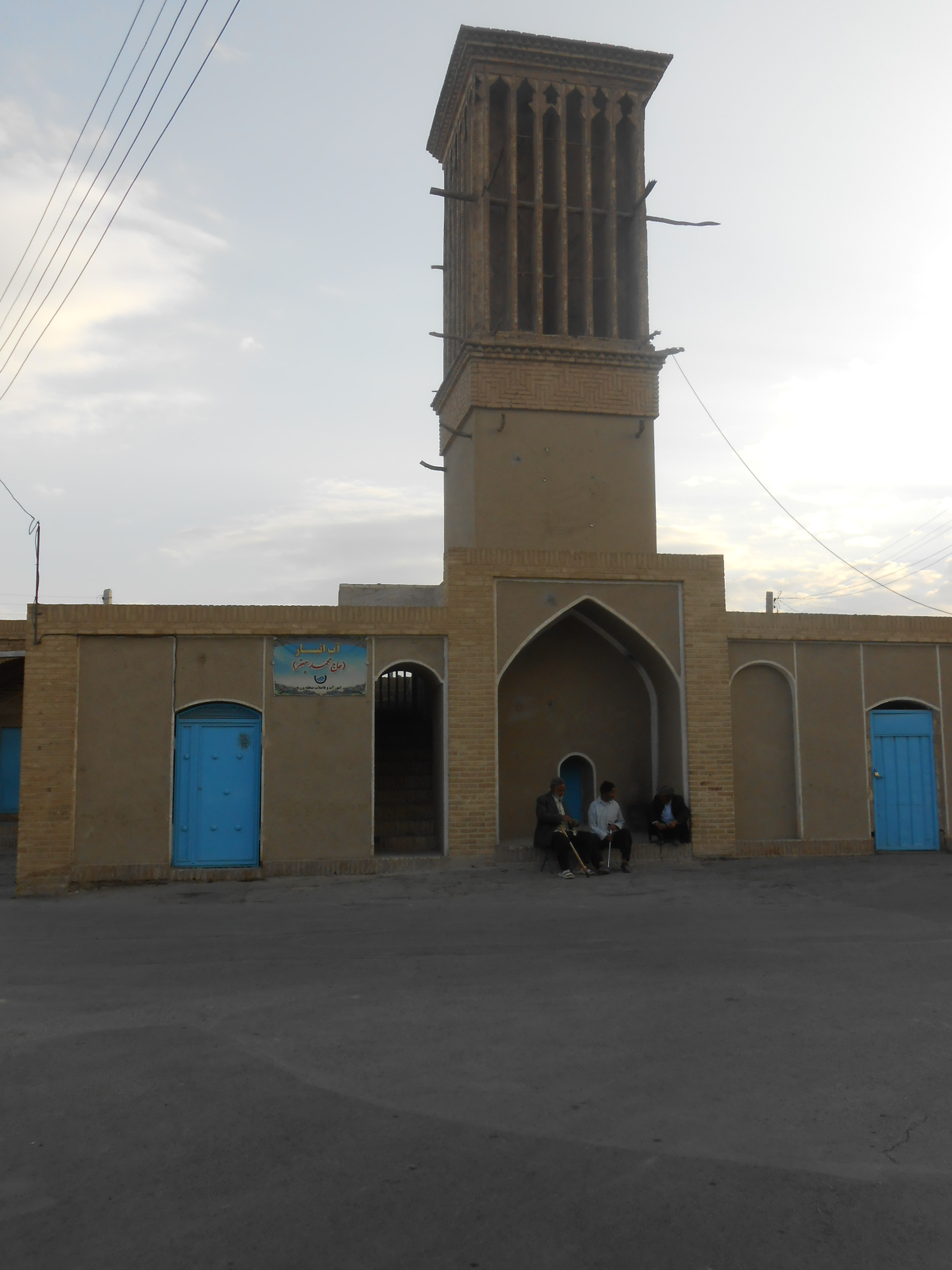
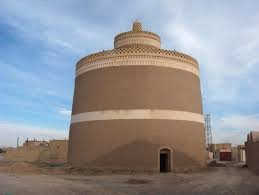
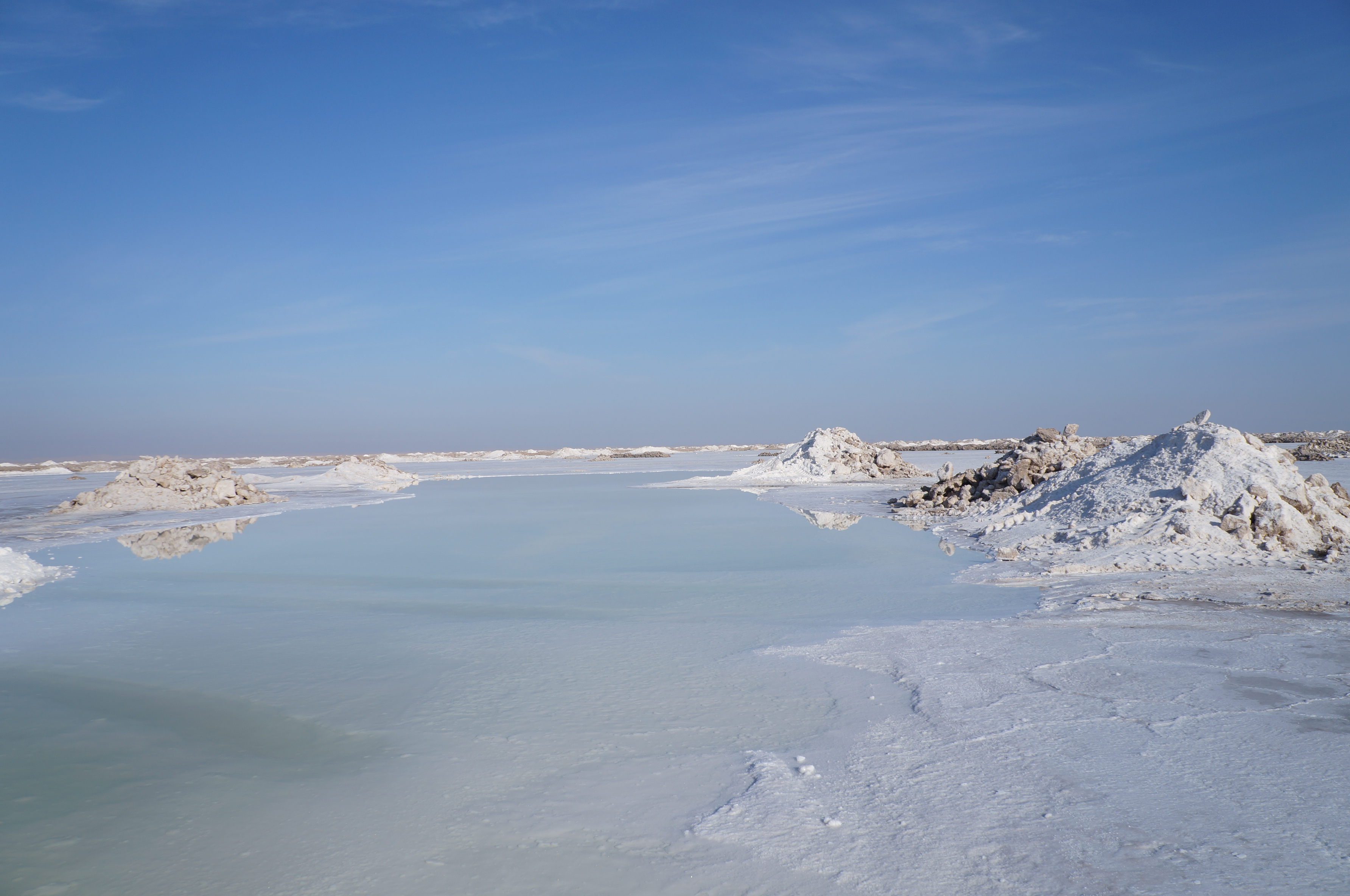
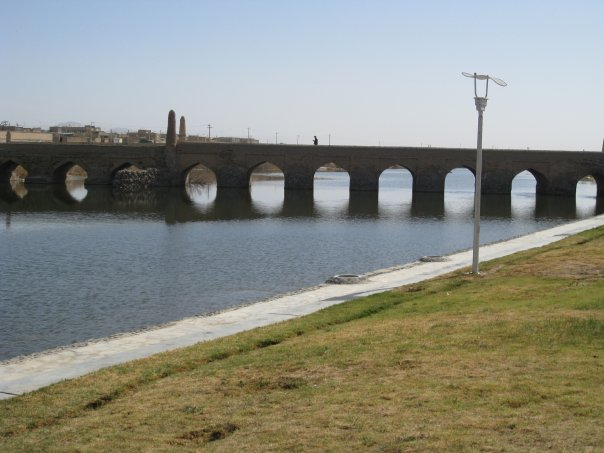